# Ставковский сельский совет (Зеньковский район)
Ставковский сельский совет (укр. Ставківська сільська рада) — входит в состав
Зеньковского района
Полтавской области
Украины.
Административный центр сельского совета находится в 
с. Ставковое.

## Населённые пункты совета
- с. Ставковое
- с. Арсеневка
- с. Дамаска
- с. Михайловка